# Fałszywy książę
Fałszywy książę (słow. Falošný princ) – czechosłowacka baśń filmowa z 1985 w reżyserii Dušana Rapoša, zrealizowana w języku słowackim. Scenariusz Jaroslava Dietla powstał na motywach baśni Wilhelma Hauffa.
Film powstał we współpracy z Niemcami Zachodnimi i Jugosławią.

## Obsada
- Svetislav Gončič jako Labakan
- Dušan Vojnovič jako Omar
- Kamila Magálová jako sułtanka
- Hans Wyprächtiger jako sułtan
- Pinkas Braun jako wielki wezyr
- Jana Holeňová jako Czerkieska
- Roman Skamene jako dowódca straży pałacowej
- Marián Labuda jako wezyr
- Karel Effa jako wezyr
- Milan Lasica jako wezyr
- Anton Mrvečka jako wezyr
- Lotár Radványi jako wezyr
- Václav Štekl jako mistrz ceremonii
- Karol Čálik jako kupiec
- Vladimír Kostovič jako krawiec
- Monika Žigová jako dama dworu
- Zuzana Skopalová jako dama dworu
- Václav Stekl
- Dara Rolins